# Paul Henkels
Paul Ludwig Henkels (* 31. Oktober 1892 in Barmen; † 26. August 1973 in Hannover) war ein deutscher Veterinärmediziner und Hochschullehrer.

## Leben
Henkels studierte Veterinär- und Humanmedizin an der Universität Berlin, der Tierärztlichen Hochschule Hannover und in München. 1914 wurde er Mitglied der Burschenschaft Cheruscia Hannover. 1921 promovierte er in Hannover mit Beiträgen zur Lehre vom Zahnalter des Pferdes. Von 1925 bis 1927 lehrte er als Privatdozent an der Tierärztlichen Hochschule Hannover, wurde dann zum außerordentlichen Professor und 1928 zum ordentlichen Professor für Veterinärchirurgie und Operationslehre sowie gleichzeitig zum Direktor der Chirurgischen Klinik der Hochschule bestellt. Von 1950 bis 1952 war er Rektor der Hochschule. 1951 war er Gründungsmitglied der Deutschen Veterinärmedizinischen Gesellschaft. 1961 wurde er in den Ruhestand versetzt.

## Auszeichnungen
- 1968: Großes Verdienstkreuz der Bundesrepublik Deutschland

## Schriften (Auswahl)
- Beiträge zur Lehre vom Zahnalter des Pferdes. Vahl, Schöppenstedt 1921 (Dissertation, Tierärztliche Hochschule Hannover, 1921).
- Lehrbuch der veterinärmedizinischen Röntgenkunde: Für Tierärzte und Studierende der Veterinärmedizin. Parey, Berlin 1926.
- Die Chirurgie des Tierarztes: Systematische Anleitung zum selbständigen chirurgischen Denken und Handeln. Für Tierärzte und Studierende der Veterinärmedizin. Parey, Berlin 1928.
- Leitfaden der Kriegsveterinärchirurgie: Im Auftrag des Veterinärinspektors im Oberkommando des Heeres. Schaper, Hannover 1942.